# 川名慶彦
川名 慶彦（かわな よしひこ、1985年10月 - ）は、日本の芸術起業家である。日本スプレーアート協会会長。スプレーアートアーティスト名は「YOSHI」。

## 略歴
- 2004年4月 - 専修大学法学部法律学科に入学。
- 2008年4月 - 都内ITベンチャー企業へ入社。
- 2009年7月 - アート・IT企業「ビジョンイマジン」設立。
- 2010年9月 - 日本スプレーアート協会設立。
- 2018年
  - 2月 - 株式会社アースピースの取締役CCOに就任。
  - 9月 - 隠れ家的古民家アトリエ「藝術時空館」を設立。

## メディア出演

### テレビ
- 2011年9月4日 - 『吉澤ひとみの「トレンド+よっすぃーナビ」』（BS日テレ）
- 2013年
  - 8月23日 - 「ネプ&イモトの世界番付」(日本テレビ）内「目指せ世界進出!スゴ技JAPAN」
  - 8月24日 - 「笑っていいとも」（フジテレビ）内の企画「スプレーアートを3分で作ろう!」
- 2014年
  - 4月12日・19日 - 「ガムシャラ!」（テレビ朝日）内の企画「ガムシャラJ's祭で早技スプレーアートを披露しろ!」
  - 5月28日 - 「NexT」（日本テレビ）内の「6セカンズ　スプレーアート6秒動画」
  - 11月24日 - 「世界まる見え!テレビ特捜部」（日本テレビ）
  - 12月8日 - 「スッキリ!!」（日本テレビ）内のコーナー 「スゴ技!にっぽんの芸術家」
- 2015年
  - 4月20日 - 「ポケモンゲット☆TV」（テレビ東京）内のコーナー「大集合！ポケモンアートの達人」
  - 12月5日
    - 「嵐にしやがれ」（日本テレビ）
    - 「リスアニ!TV」（TOKYO MX）
- 2016年5月8日 - 「ピラミッドダービー」（TBS）
- 2017年
  - 3月26日 - 岩手めんこいテレビのCM
  - 7月31日 - 「ヒルナンデス!」（日本テレビ）内の企画「リアルすぎるアート職人」
- 2018年10月7日 - 「TVチャンピオン極 〜KIWAMI〜」（BSテレ東）の「3分早描き!スプレーアート王決定戦」（解説として登場）

### 新聞・地域情報紙
- 2014年
  - 9月23日 - 琉球新報「抗議の意思 作品に」
  - 9月24日
    - 沖縄タイムス「辺野古でスプレーアート」
    - タウンニュース「相模原警察署へ作品を寄贈」
- 2015年
  - 2月26日 - タウンニュース
- 2015年
  - 3月12日 - 毎日新聞「夢をあきらめない人たちへ」
  - 5月4日 - 函館新聞
  - 5月5日 - 北海道新聞

### 雑誌
- 2010年 - 集英社「週刊プレイボーイ」（「職業選手名鑑2010」に選出）
- 2015年4月20日 - 「季論21」

## 著書
- 2014年11月 - 「スプレーアート マスタープログラム入門編～スプレーアートの第一人者からアートテクニックを学び、短期間で上達する秘訣～」（マイナビ）
- 2015年2月 - 「金なし!コネなし!才能なし!でも人生を後悔しない“僕が選んだ生き方"」（メタモル出版）

## その他
- 2014年11月19日 - 玉置成実のシングル「Vivid Telepathy」（ワーナー・ブラザース・ホームエンターテイメント）（プロモーションビデオの壁画制作）

## 海外
- 中国、2002年11月
- シンガポール、2006年6月
- インド、2011年8月
- ネパール、2012年10月